# Teddy Kollek

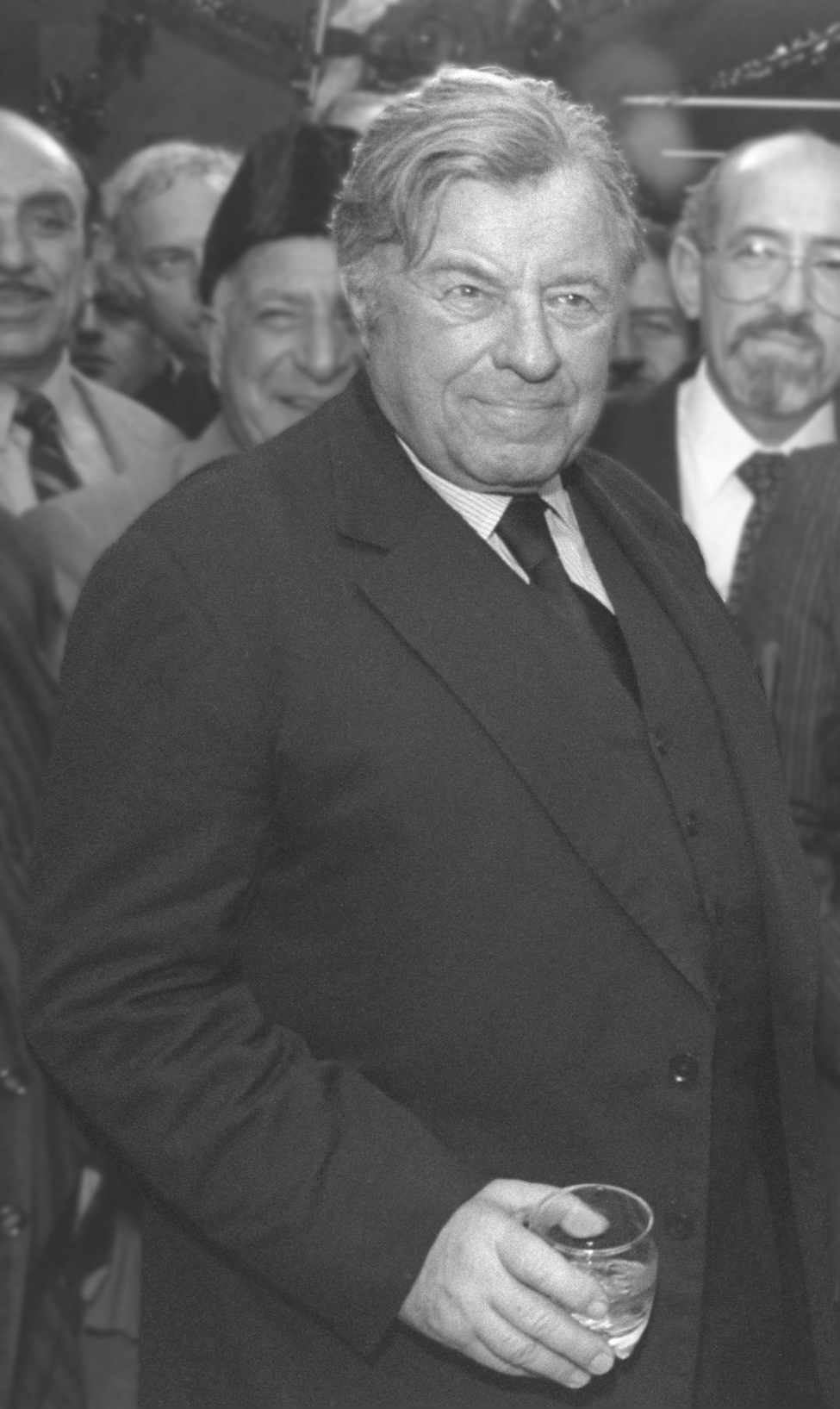
Teddy Kollek (1984)

Teddy Kollek (hebräisch טדי קולק, ursprünglich Theodor; * 27. Mai 1911 in Nagyvázsony nahe Veszprém, Österreich-Ungarn; † 2. Januar 2007 in Jerusalem) war ein israelischer Politiker. Er war von 1965 bis 1993 Bürgermeister von Jerusalem.

## Leben
Teddy Kollek wurde von seinen jüdischen Eltern Alfred Kollek und Margaret Kollek geb. Fleischer nach Theodor Herzl benannt, da sein Vater ein begeisterter Zionist war. Seine Eltern zogen kurz nach seiner Geburt nach Wien. Dort lebte die Familie von 1918 bis 1934 im dritten Wiener Gemeindebezirk, auf der Landstraßer Hauptstraße 147, wo sich heute eine Gedenktafel findet. Nach der Schulzeit 1930 arbeitete Kollek kurzzeitig hier und da, unter anderem in den Witkowitzer Eisenwerken bei Mährisch-Ostrau und in der Autowerkstatt eines Onkels in Dortmund. Vor allem engagierte er sich in zionistischen Jugendgruppen. 1935, drei Jahre vor dem „Anschluss“ Österreichs an das Deutsche Reich, wanderte die Familie nach Palästina aus, das zu dieser Zeit ein britisches Mandatsgebiet war. Kollek war 1937 Mitbegründer des Kibbuz Ein Gev am Ostufer des Sees Genezareth. Die britische Mandatsgebietsverwaltung ernannte ihn zum Muchtar (so der aus der osmanischen Zeit überkommene Titel) der örtlichen Verwaltung. Im selben Jahr heiratete er Tamar Schwarz, ebenfalls aus Wien und Tochter eines Rabbiners, die er 1934 in einer Wiener zionistischen Jugendgruppen kennengelernt hatte. Mit ihr hatte er zwei Kinder: einen Sohn, den Regisseur Amos Kollek (* 1947), und eine Tochter, die Kunstmalerin Osnat Kollek-Sachs (* 1960).
Während des Zweiten Weltkrieges setzte sich Kollek innerhalb der Hagana für jüdische Interessen in Europa ein. Für die Jewish Agency suchte er den Kontakt zum US-Geheimdienst Office of Strategic Services und wurde unter dem Decknamen Gerbera Informant in dessen Dogwood-Cereus-Circle. Nach Ausbruch des Krieges konnte er bei einem Treffen im Palais Rothschild in Wien Adolf Eichmann überzeugen, 3000 jüdische Jugendliche aus Konzentrationslagern zu entlassen. Anschließend brachte Kollek sie nach England. Später war er auch an der Bricha-Aktion (Fluchthilfe) beteiligt. Kollek wurde ein Unterstützer David Ben-Gurions und arbeitete von 1952 bis 1965 in dessen Regierungen.
1965 wurde Teddy Kollek als Kandidat der Ben-Gurion-Partei Rafi Nachfolger Mordechai Isch Schaloms als Bürgermeister von Jerusalem und 1969, 1973, 1978, 1983 sowie 1989 wiedergewählt. In der Wahl 1993 unterlag er 82-jährig dem Likud-Kandidaten Ehud Olmert. 1966 rief Teddy Kollek die Jerusalem Foundation ins Leben, die nunmehr seit über 40 Jahren weltweit Spenden für ihre Koexistenz-Aktivitäten in Jerusalem sammelt. Diese Gelder werden insbesondere in Bildungs-, Kultur- und Gemeinde-Projekten eingesetzt, um das friedliche Zusammenleben zwischen Juden, Christen und Muslimen in der Stadt zu fördern. Nach der Eroberung Ostjerusalems im Jahre 1967 ließ Israel das marokkanische Viertel zerstören, um besser an die Klagemauer zu gelangen. Kollek war Hauptverantwortlicher für die Räumung der Häuser.
Seine Dienstzeit von 28 Jahren wird allgemein als erfolgreich angesehen. Kollek wird zugeschrieben, Jerusalem zu einer modernen Stadt gemacht zu haben, und seine Bemühungen um ein friedliches Nebeneinander der Religionen wurden vielfach gewürdigt. In dieser Zeit gründete er auch das Israel-Museum und ließ das Jerusalemer Theater bauen. Teddy Kollek war ein wichtiger Förderer des Österreichischen Gedenkdienstes.
Am 14. Januar 2002 erhielt er die österreichische Staatsbürgerschaft, nachdem er im Jahr zuvor zum Ehrenbürger Wiens ernannt wurde.

## Ehrungen
1988 erhielt Teddy Kollek den Israel-Preis. Weitere Auszeichnungen sind der Friedenspreis des Deutschen Buchhandels (1985, das Preisgeld stiftete er der Jerusalem Foundation), der Bayerische Verdienstorden, der Moses-Mendelssohn-Preis, die Auszeichnung zum Associate Knight of the Order of St. John und ein Ehrendoktortitel der Ben-Gurion-Universität im Negev in Beʾer Scheva, Israel.
2001 wurde er Ehrenbürger der Stadt Wien.
Ihm zu Ehren wurde 1999 von der Jerusalem Foundation der Teddy-Kollek-Preis initiiert, der sowohl israelischen als auch internationalen Persönlichkeiten, die sich Verdienste um Jerusalem erwarben, verliehen wird.
In Erinnerung an Teddy Kollek benannte die Stadt Wien am 7. Oktober 2008 die zukünftige Verkehrsfläche (bisher Code Nr. 12751), im Stadtentwicklungsgebiet Aspanggründe/Eurogate, Teddy-Kollek-Promenade.
Auszeichnungen:
- 1971: Bublick Preis, Hebräische Universität
- 1974: Henrietta Szold Preis, Hadassah-Organisation
- 1976: Romano-Guardini-Preis, Katholische Akademie München
- 1981: Ehrendoktor der Notre-Dame-Universität
- 1983: Ehrendoktor der Brown-Universität
- 1984: Ehrendoktor der Harvard-Universität
- 1984: Ehrendoktor, Jewish Theological Seminary
- 1985: Ehrendoktor der Ben-Gurion-Universität
- 1985: Friedenspreis des Deutschen Buchhandels[12]
- 1985: Rothschild Medaille
- 1986: Albert-Einstein-„Torch of Hope“-Friedenspreis
- 1986: Ehrendoktor des Hebrew Union College
- 1986: Joseph Preis der „Anti-Defamation“-Liga
- 1986: Ehrendoktor des Weizmann-Instituts
- 1987: Alon Preis, Midrasha L´Moreshet Alon
- 1987: Umweltschutz Preis der Knesset
- 1988: Four Freedoms Award, in der Kategorie Religionsfreiheit, Roosevelt Stichting, Niederlande[13]
- 1988: Israel-Preis
- 1989: Die amerikanische Freiheits-Medaille, Amerikanisches Jüdisches Komitee
- 1989: Jabotinsky-Preis, New York
- 1989: Bambi, Deutschland
- 1989: Ehrendoktor der Universität Tel Aviv
- 1990: Moses-Mendelssohn-Preis, Berliner Senat
- 1990: Ben-Gurion-Preis
- 1990: S.C. Davis Preis, Ethics and Public Center, Washington D.C.
- 1990: Ehrendoktor, Yeshiva-Universität
- 1991: Ehrenring der Stadt Wien
- 1992: Ehrendoktor, Brandeis-Universität
- 1992: Ehrendoktor, Yale-Universität
- 1993: Ehrendoktor, Universität Wien
- 1993: Bayerischer Verdienstorden
- 1994: Ehrendoktor, Technion, Haifa
- 1994: UN Menschenrechte Auszeichnung (UN Human Rights Award)
- 1994: Variety-Humanitäts-Preis
- 1995: Ehrendoktor, Columbia-Universität
- 1995: Ehrendoktor, Boston College
- 1995: Ehrendoktor, Brigham-Young-Universität
- 1995: Ehrendoktor, Universität von Toronto
- 1995: Associate Knight of the Order of St. John
- 1996: Ehrendoktor, Loyola-Universität
- 1996: Toleranzpreis der Stadt Münster
- 1996: B’nai B’rith Goldmedaille
- 1997: Toleranzpreis der Europäischen Akademie der Wissenschaften und Künste in Salzburg
- 1998: Ehrenmitglied der Jerusalemer Film- und TV-Schule
- 1998: Großes Verdienstkreuz mit Stern und Schulterband der Bundesrepublik Deutschland[14][15]
- 2001: Ernennung zum Ehrenbürger der Stadt Wien (Mai 2001)

## Kritik
Während Kolleks Amtszeit zogen 160.000 jüdisch-israelische Siedler in den nach internationalem Recht nicht zu Israel gehörenden Ostteil Jerusalems. Den Status Jerusalems, und damit einen der zentralen Streitgegenstände im israelisch-palästinensischen Konflikt, erklärte er 1993 für nicht verhandelbar.

Der israelische Friedensaktivist Uri Avnery kritisierte 1997 den Widerspruch zwischen Kolleks Politik gegenüber den Palästinensern und seiner internationalen Rezeption:

„Jerusalems Exbürgermeister Teddy Kollek hat alle Preise in der Welt bekommen. Er war der übelste Siedler im ganzen Land. Kein Mensch hat so viele Juden auf arabischem Boden angesiedelt wie Teddy Kollek. Er hat Boden enteignet, Araber rausgeworfen, jüdische Siedlungen draufgestellt und Friedenspreise bekommen. Genial.“

## Schriften
- mit Moshe Pearlman: Jerusalem: heilige Stadt der Menschheit. Seine Geschichte in 4 Jahrtausenden. Fischer, Frankfurt am Main 1985, ISBN 3-10-041107-2.
- mit Amos Kollek: Ein Leben für Jerusalem. Fischer, Frankfurt am Main 1992, ISBN 3-596-11269-9.
- mit Shulamit Eisner: My Jerusalem: twelve walks in the world's holiest city. London : Weidenfeld and Nicolson, 1990, ISBN 9780297796978.
- mit Dov Goldstein: Jerusalem und ich. Memoiren. Fischer, Frankfurt am Main 1998, ISBN 3-596-13864-7
- Jerusalem (Policy Papers). Herausgegeben von dem Washington Institut für Politik im Nahen Osten. Washington, D.C. 1990.
- mit Moshe Pearlman: Pilgrims to the Holy Land. Weidenfeld & Nicolson, 1971, ISBN 978-0-297-00130-0.

## Würdigung
Im Jahr 1999 wurde der Teddy Kollek-Award von der Jerusalem Foundation gestiftet, der Personen ehrt, die sich um den Aufbau eines modernen und offenen Jerusalem verdient machten.